# Bommakkanahalli, Molakalmuru
Bommakkanahalli là một làng thuộc tehsil Molakalmuru, huyện Chitradurga, bang Karnataka, Ấn Độ.